# Abós (Jaca)
Abós ist eine Wüstung auf dem Gebiet von Jaca, einer spanischen Stadt in der Provinz Huesca in Aragonien. Der Ort liegt nordöstlich von Jaca und circa einen Kilometer westlich von Ipás. An Abós erinnert die Calle Fondabós (Fuente de Abós, Brunnen von Abós) in Jaca, die in Richtung des ehemaligen Ortes führt, der heute von der Nationalstraße 330 durchquert wird, die nach Frankreich führt.

## Geschichte
Abós wird erstmals im Jahr 1063 in einer Urkunde des Königs Ramiro I. erwähnt. Im Jahr 1187 schenkte König Alfons II. den Ort mit Kirche dem Kathedralkapitel von Jaca. Ende des 13. Jahrhunderts wurde Abós Teil des Priorats von Jaca.
Vom schon lange aufgegebenen Dorf ist nur noch die ehemalige Pfarrkirche San Miguel als Ruine erhalten. 

## Sehenswürdigkeiten
- Romanische Kirche San Miguel: Die Kirche ist seit 2002 ein geschütztes Baudenkmal (Bien de Interés Cultural).[1]